# Norderbrarup
Norderbrarup település Németországban, Schleswig-Holstein tartományban. Lakosainak száma 680 fő (2023. december 31.).

## Fekvése
Süderbraruptól északra fekvő település.

## Leírása
100 körül épült érdekes kváderkő temploma  van, építésének korából azonban csupán a hajó és szép kapuzata maradt meg. A templomtól külön álló középkori fa harangláb az országban az egyik legrégebbi ilyen építmény. A templom szentélyét a 13. században gótikus hatás alatt építették újjá. Faragott oltára késő gótikus stílusú.

## Galéria

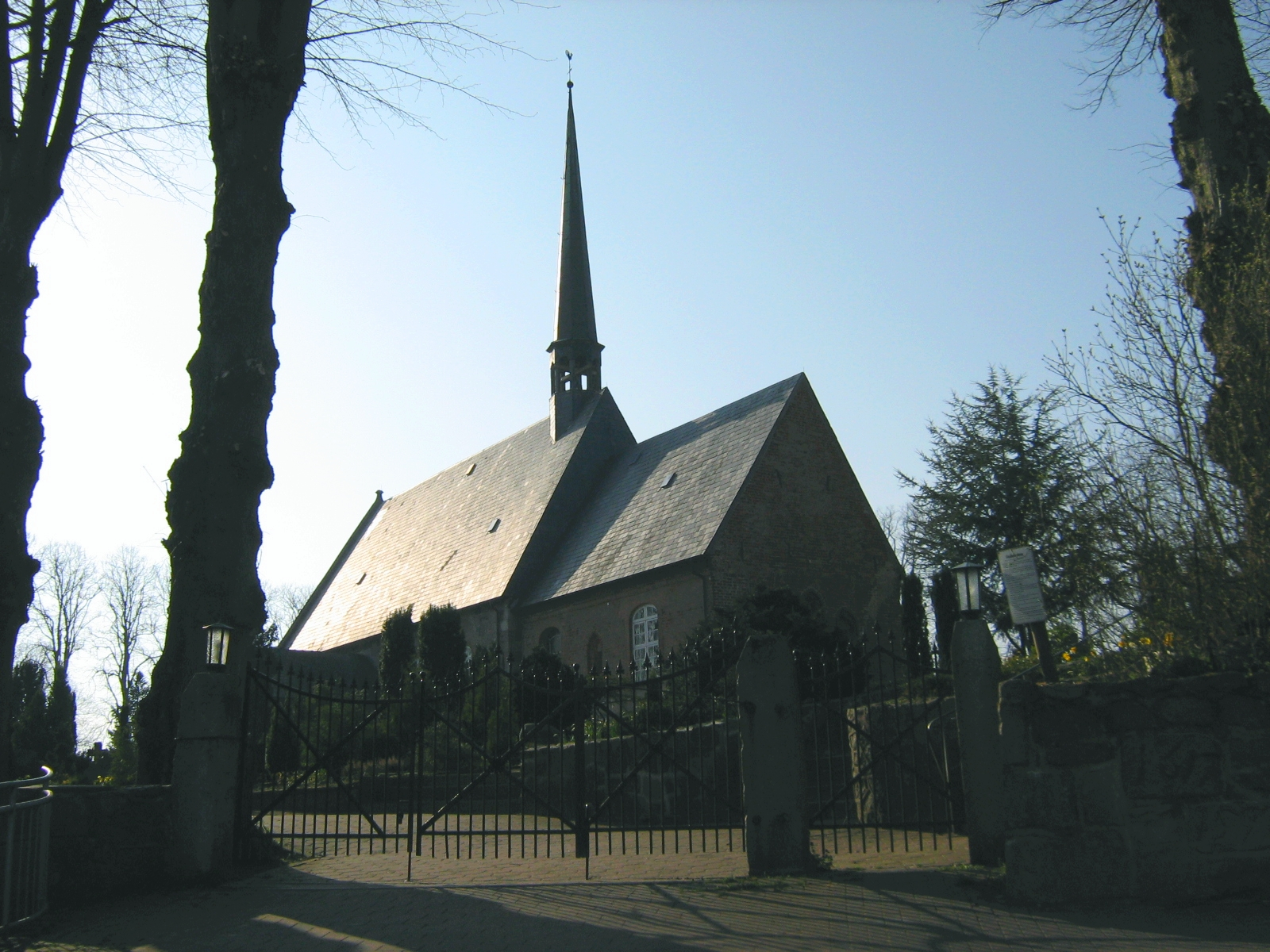
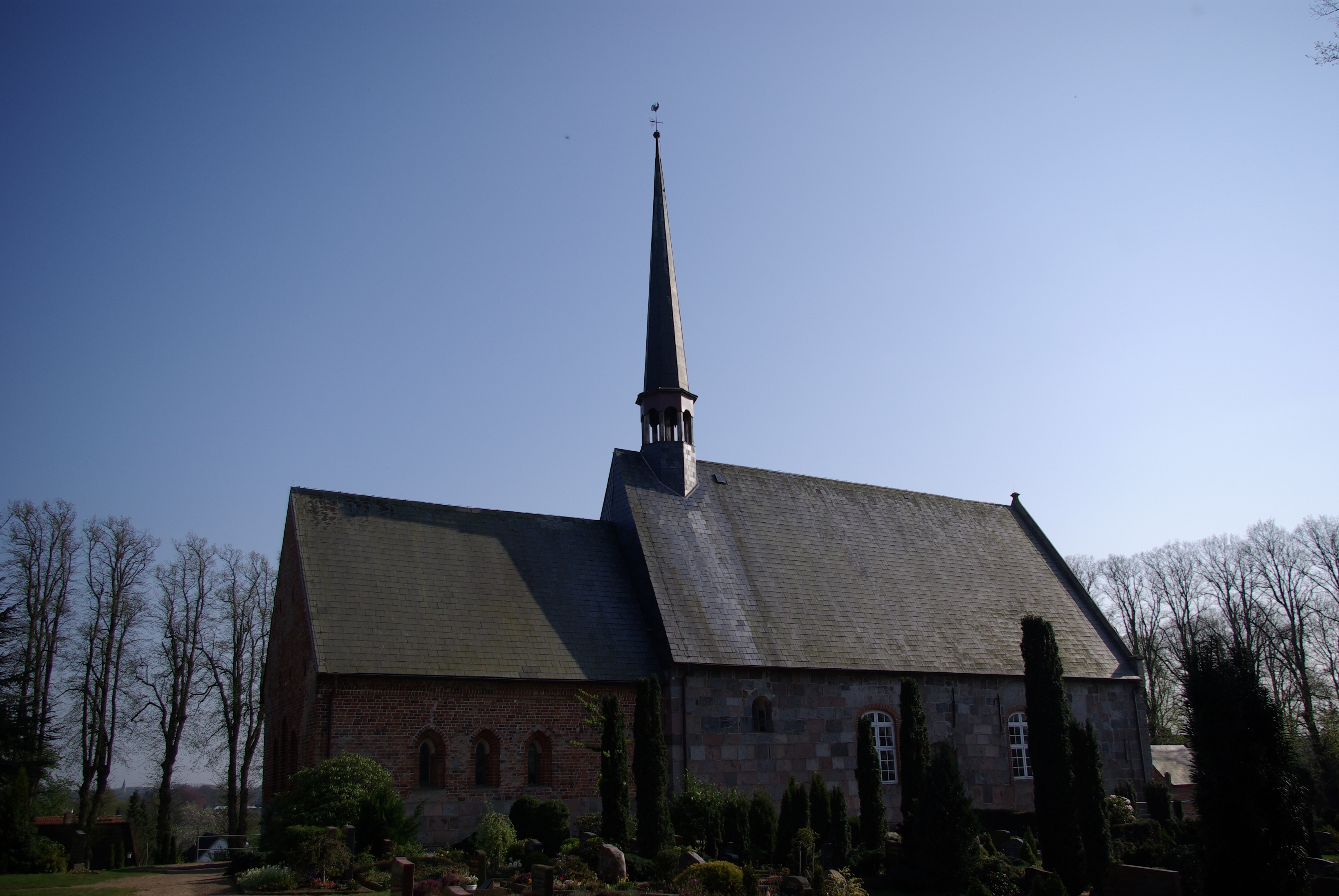
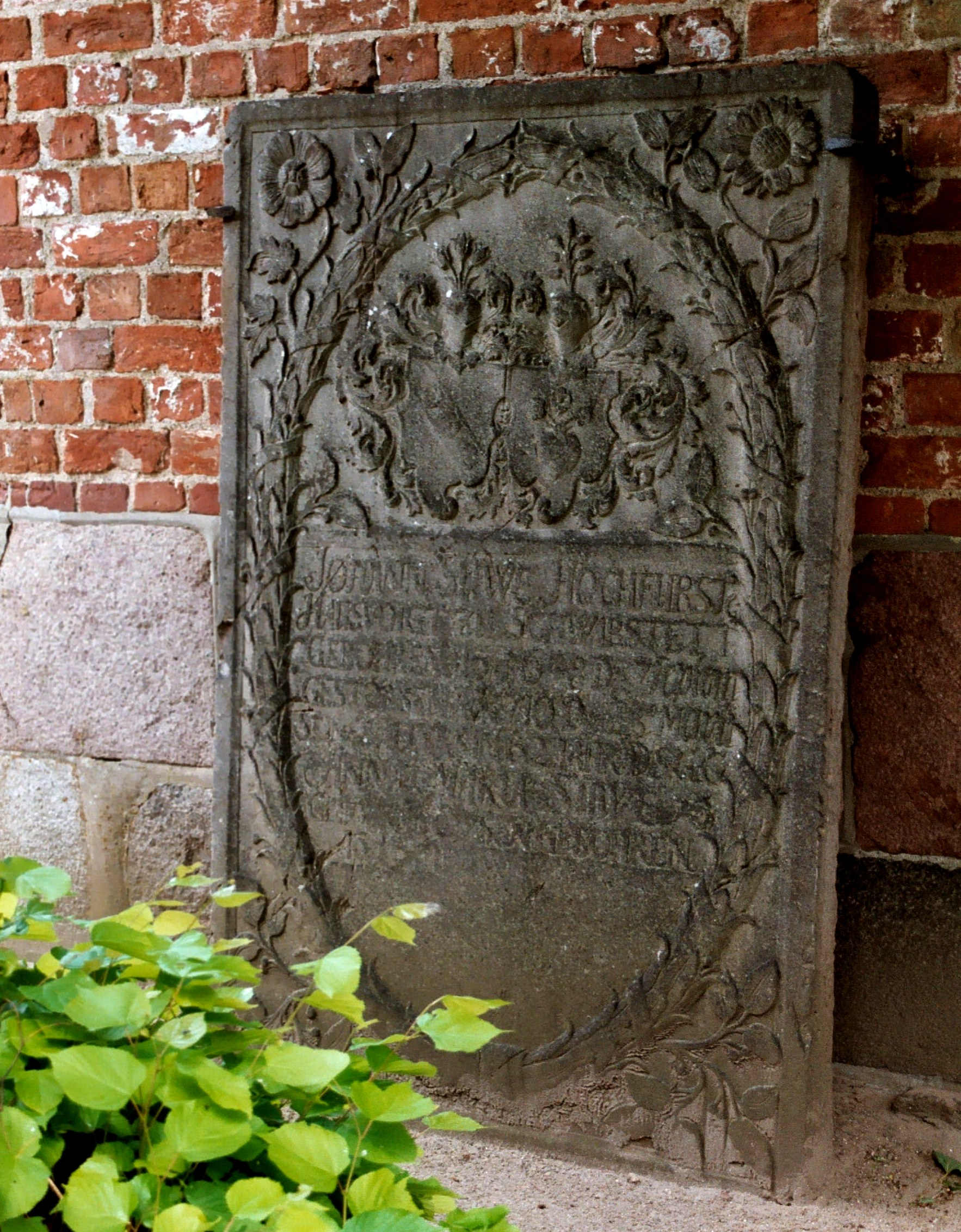
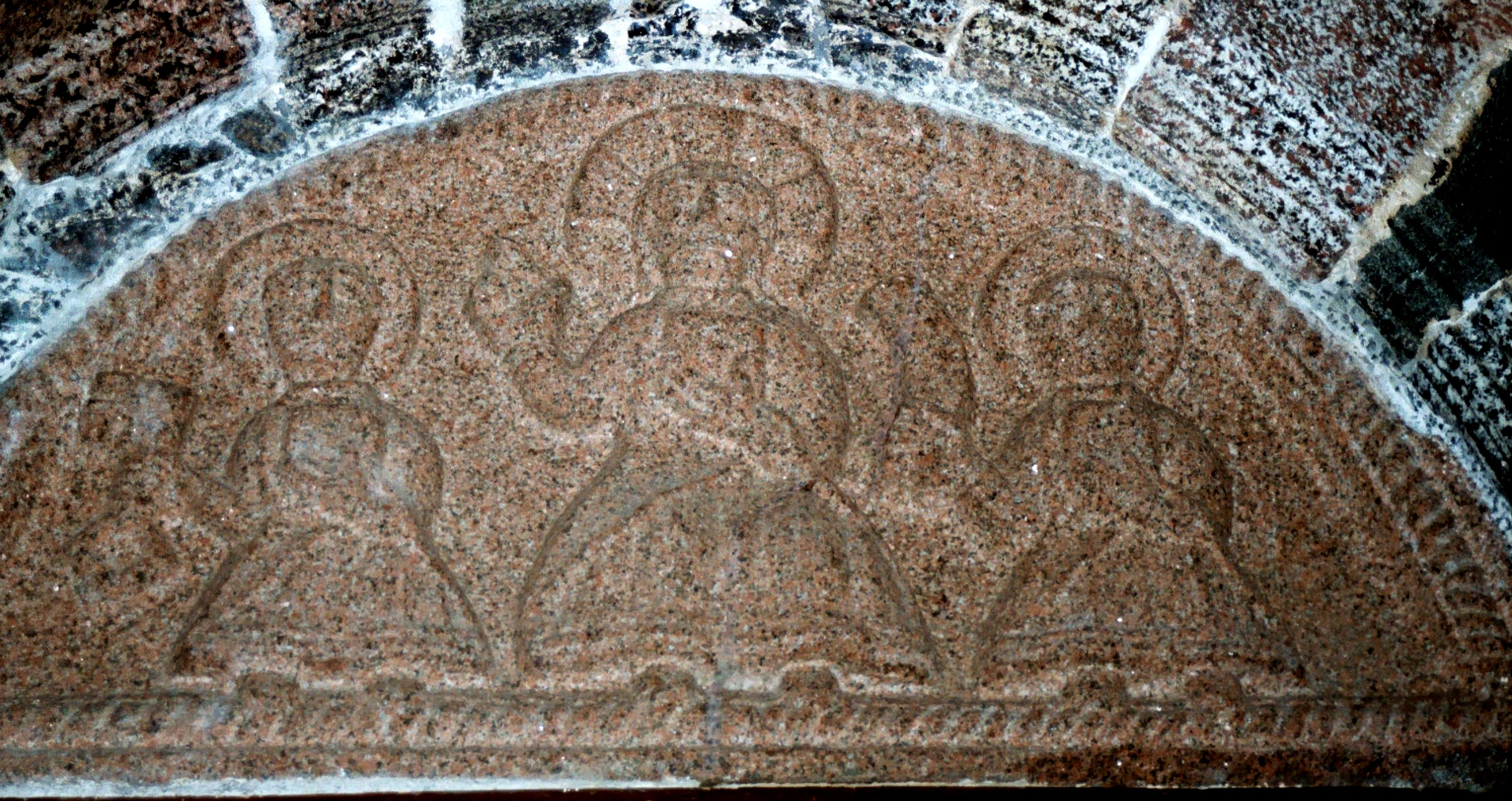
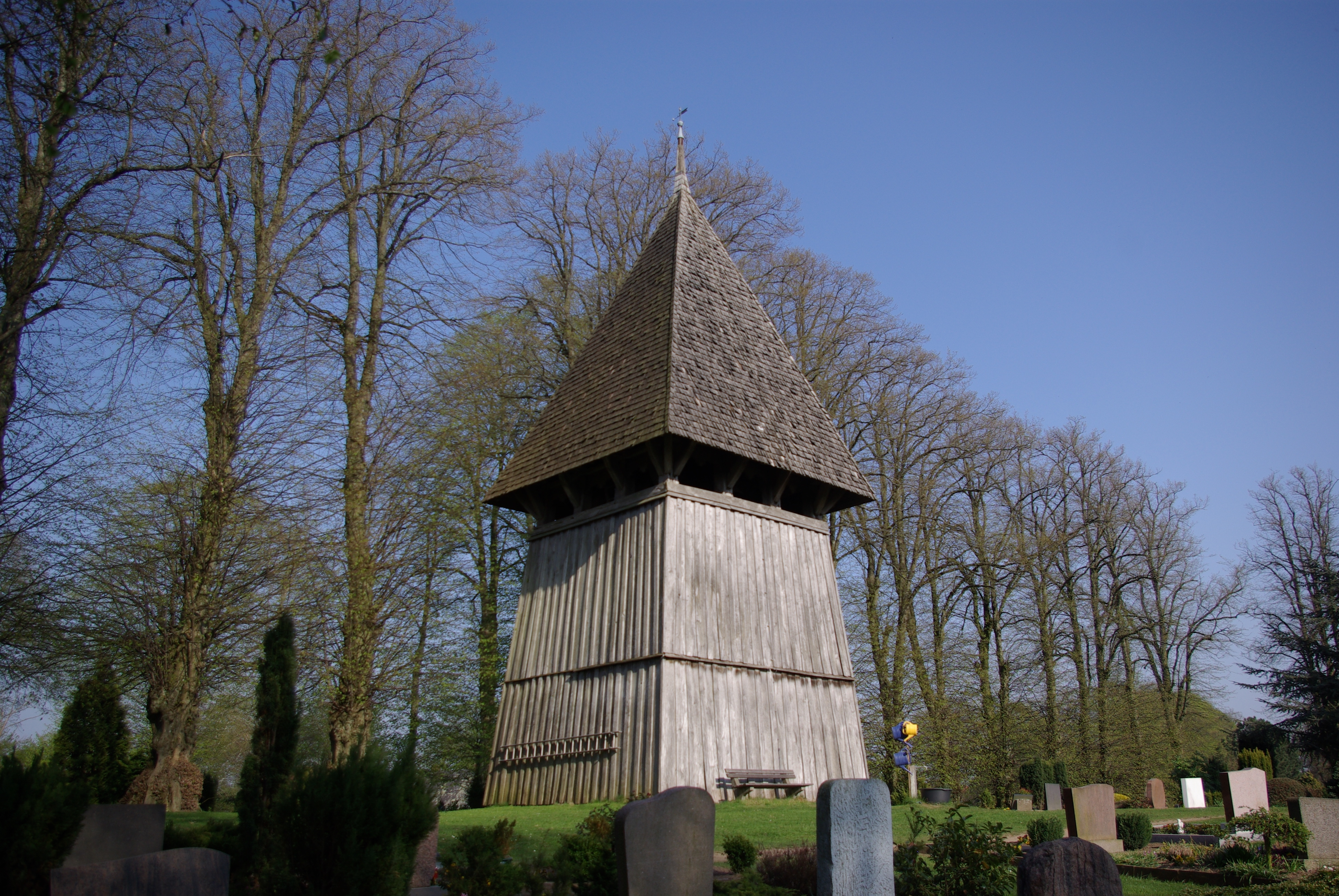
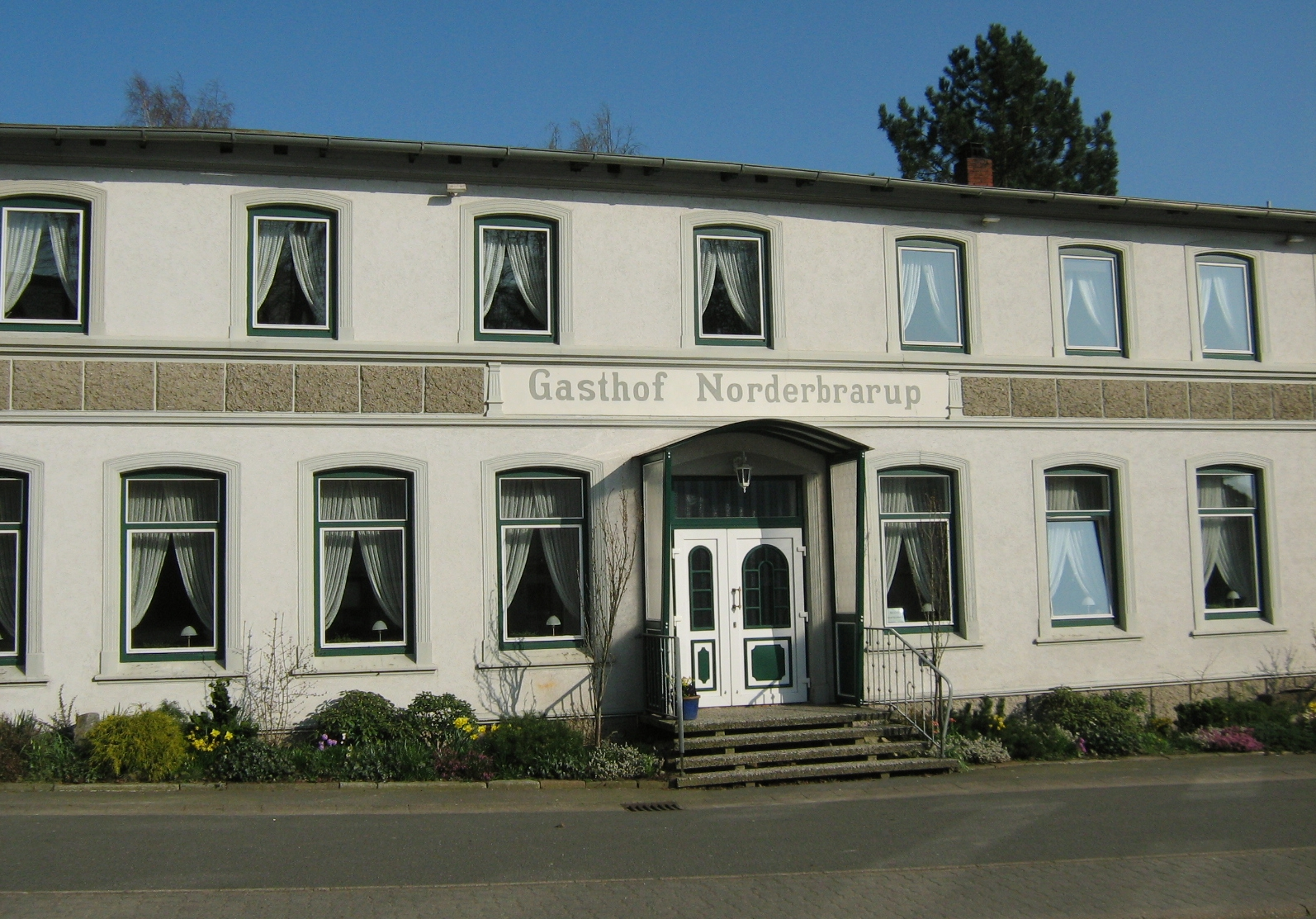